# Coll Airport
Coll Airport är en flygplats i Storbritannien.   Den ligger i kommunen Argyll and Bute och riksdelen Skottland, i den nordvästra delen av landet, 700 km nordväst om huvudstaden London. Coll Airport ligger 12 meter över havet. Den ligger på ön Coll.
Terrängen runt Coll Airport är platt. Havet är nära Coll Airport åt sydväst.